# Transzkripció (biológia)

1. Transzkripció: A DNS át van írva egy hírvivő RNS-re.
2. Transzláció: Erről az mRNS-ről a riboszóma készülje a peptidet.

Transzkripció

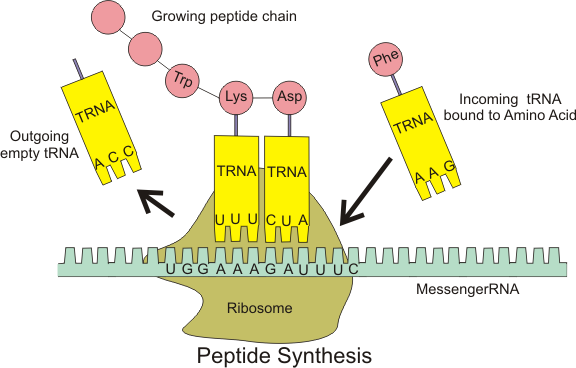
Egy mRNS és több tRNS molekula (mindegyik kapcsolódik egy aminosavhoz) kölcsönhatásba lépve egy peptid (vagy egy fehérje) molekulát épít

A transzkripció a génkifejeződés folyamatának egyik szakasza: az átírás. Így nevezzük azt a biokémiai folyamatot, amely során a sejt kromoszomális DNS-éről képződő, különböző RNS-formák szintetizálódnak. E folyamatot az RNS-polimerázok végzik, amelyek a DNS-replikáció során közreműködő DNS-polimerázokhoz hasonló enzimek.
Az RNS-polimerázok jellemzően nagy molekulatömegű, több alegységből álló, bonyolult enzimek. Az élővilágban magasan konzerváltak, vagyis jelentősen hasonlít például egy baktérium és egy magasabb rendű gerinces, mondjuk egy csimpánz enzime és az azt kódoló génje. Eukarióta RNS-polimerázok:
- Pol I.: magvacskában képződik, az rRNS molekulát szintetizál.
- Pol II.: DNS mintaszálon végigcsúszva rakja össze a ribonukleozid-trifoszfatázokból az RNS-molekulát. Az enzim a nukleoplazmában lokalizálódik.
- Pol III.: a nukleoplazmában lokalizálódik, tRNS-eket szintetizál.

A transzkripciót három fő szakaszra lehet osztani: iniciáció, elongáció és termináció. 
A transzkripció során a RNS-polimeráz első lépésként a promoternek nevezett DNS-szakaszhoz haladva szétnyitja a DNS kettős hélixét (más néven kettős csavar). A promoter a starthely előtt helyezkedik el, benne található a TATA-box, amit az ehhez kötődő fehérje (TBP, TATA binding polimer) ismer fel és hozzá kapcsolja a Pol II. enzimet, így kialakul az iniciációs komplex (50 különböző fehérjéből).
Az iniciációs komplex a starthely elé helyezi a Pol II-t, ami így aktív enzimmé alakul. ATPáz aktivitás: DNS-szál szétnyitása. Kináz aktivitás: Pol II-t foszforilálja, így az leválik az iniciációs komplexről és megkezdi az átírást.
A mitotikus kromoszómákban és a heterokromatinban nincs transzkripció, mert a szorosan feltekeredett DNS-molekulákon a promoter régió nem hozzáférhető a transzkripciós faktorok számára.
A transzkripció szabályozásának fontos résztvevője a metiláló enzim. A DNS-molekulában a citozint 5-metilcitozinná alakítja, ha azok CG szekvenciában fordulnak elő. A DNS-metilálás a gének inaktiválódásával jár együtt.
Sejtemlékezet: a szomatikus sejtek utódaikra génkészletük másolatát és génexpressziós mintázatukat is át tudják örökíteni. A szülői DNS metilációs mintázata is átadódik az utódsejtre.
Transzkripció terméke: egy több ezer bázisból álló hosszú RNS-molekula; ez az elsődleges átírat. Feldolgozása: kivágás, összeillesztés (splicing). Elsődleges átírat exont (aminosavat meghatározó bázisszekvencia) és intront tartalmaz.
Splicing: intron kivágása, exon-ok összekapcsolása. 5' végre metilált guanin kerül
Poly-A-farok képzés: 3' végre 200-300 adenilnukelotid rakódik rá. A végtermék érett mRNS, ami a citoplazmába vándorol.
RNS: kevésbé stabil, mint a DNS. +D szerkezetet vehet fel, de lúgra, savra könnyebben bomlik.